# جوزيف سيمونز (سياسي)
جوزيف سيمونز (21 مايو 1888، في أوليجيم - 20 يناير 1948، تورنهاوت)، كاتب وشاعر فلمنكي. كان نشطًا في الحياة الاجتماعية والثقافية في كامبين [الإنجليزية]، شغل منصب رئيس جمعية كتاب كامبين (1937-1948). كان مع فيليكس تيمرمانز وإرنست كلايس والشاعر جوزيف دي فوغت أحد كتاب كامبين البلجيكي خلال فترة ما بين الحربين العالميتين.